# Diomedes

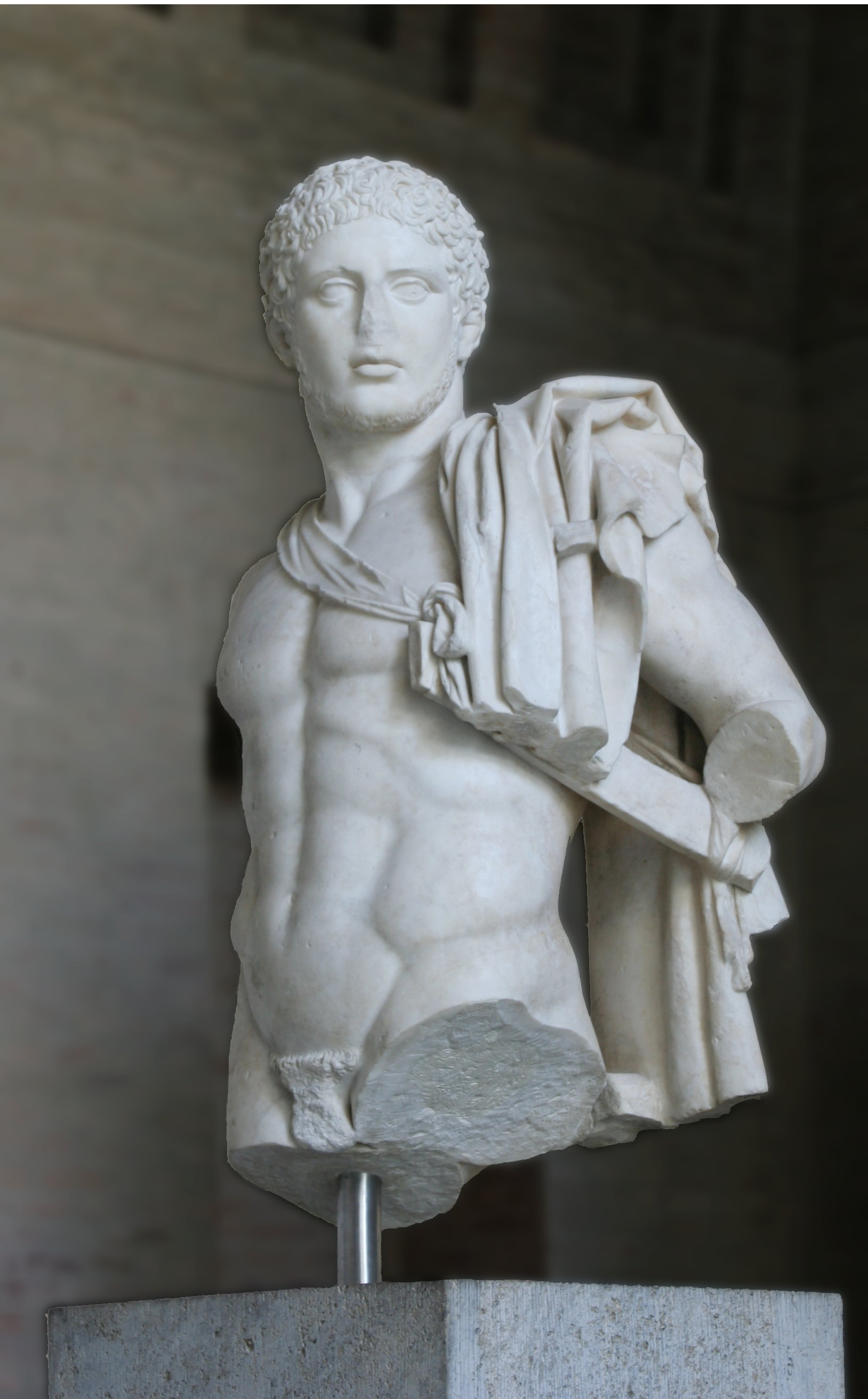
Diomedes (München, Glyptothek)

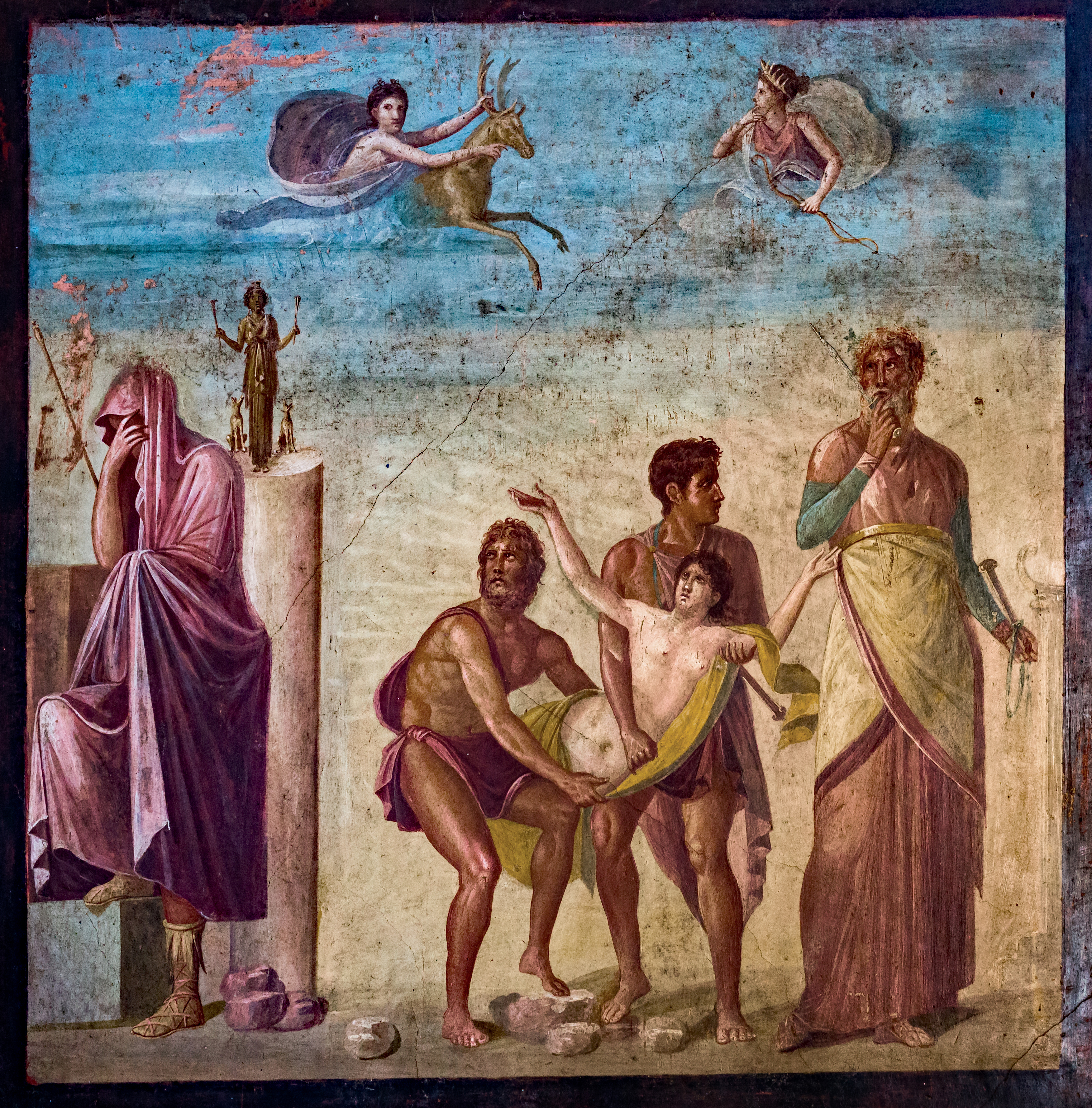
Odysseus und Diomedes ziehen Iphigenie mit Gewalt zum Opferaltar. Antikes Fresko aus Pompeji, vielleicht basierend auf einem Gemälde von Timanthes.

Diomedes (altgriechisch Διομήδης Diomḗdēs) ist in der griechischen Mythologie der Sohn des Tydeus und der Deipyle. Er heiratete Aigiale, die Tochter des Adrastos, und wurde König von Argos.

## Teilnahme am Epigonenzug
Diomedes’ Vater Tydeus starb im Kampf der Sieben gegen Theben. Deshalb beteiligte er sich am zweiten Krieg gegen Theben, dem sogenannten Zug der Epigonen. Von diesen wurde Theben endlich erobert. Adrastos, der König von Argos, und sein Sohn Aigialeus starben jedoch im Kampf. Da Kyanippos, der Sohn des Aigialeus, noch unmündig war, übernahmen Diomedes und Euryalos als Vormunde die Regierung. Hiernach warb Diomedes um die Hand der Helena. Als sie Menelaos zum Mann nahm, versprach er wie alle Freier, das Ehepaar zu schützen.

## Feldzug gegen Ätolien
Die Söhne des Agrios vertrieben Oineus, den König von Kalydon und Großvater des Diomedes. Deshalb sammelte er ein großes Heer und zog zusammen mit Alkmaion gegen Ätolien und Akarnanien. Sie töteten alle Söhne des Agrios, bis auf Onchestos und Thersites. Nach deren Vertreibung bestieg Andraimon den Thron von Kalydon, da Oineus schon zu alt zum Regieren war.
Während der Abwesenheit des Diomedes eroberte Agamemnon Argos. Als er aber nun das Land verlassen musste und gegen Troja ziehen musste, gab er Argos wieder zurück, um Diomedes zur Teilnahme am Trojanischen Krieg zu bewegen.

## Trojanischer Krieg
Zusammen mit Sthenelos und Euryalos führte Diomedes 80 Schiffe aus Argos, Tiryns, Hermione, Asine, Troizen, Eione, Epidauros, Aigina und Mases gegen Troja. Im Trojanischen Krieg gehörte er zu den Hauptkämpfern der Griechen. In seiner Aristie verwundete er den Aeneas, die diesem zu Hilfe eilende Göttin Aphrodite und den Gott Ares mit Hilfe der Göttin Athene im Kampf. Diomedes wurde von Pandaros verwundet, welchen er wiederum später tötete. Beim Angriff der Trojaner auf das griechische Lager stellte er sich diesen mit Odysseus mutig entgegen, wurde jedoch verwundet und musste zu den Schiffen zurückkehren.
Bei den Leichenspielen für Patroklos gewann er im Wagenrennen und den Kampf gegen Ajax. Die tote Penthesilea hielt er nicht für würdig, begraben zu werden, und stieß sie mit dem Fuß in den Fluss Skamandros. Ein Orakel verkündete, dass es nur gelinge, Troja zu erobern, wenn die Griechen den Bogen des Herakles bei sich hätten. Deshalb segelten Diomedes und Odysseus nach Lemnos und überredeten Philoktetes, mit ihnen zu kämpfen.
Des Weiteren unternahm er, zusammen mit Odysseus, weitere Abenteuer. So verschworen sie sich gegen Palamedes und steinigten ihn schließlich zu Tode. Sie drangen heimlich in Troja ein und entwendeten das Palladium, das die Stadt vor der Eroberung bewahren sollte. Dieses bekam Diomedes als Kriegsbeute. Sie töteten den Dolon und den Rhesos und stahlen dessen Pferde. Im Kampf tötete Diomedes noch den Koroibos. Diomedes war auch einer der Helden im Trojanischen Pferd.

## Irrfahrt
Auf der Rückfahrt von Troja strandete Diomedes wegen eines Sturms an der Küste Libyens. Der libysche König Lykos wollte ihn dem Ares opfern. Kallirrhoë, die Tochter des Lykos, verhalf ihm jedoch zur Flucht. Nun landeten er und sein Gefolge bei Nacht bei Phaleron, an der attischen Küste. Demophon, der König von Attika, hielt sie für Piraten und attackierte sie. Nachdem er einige von ihnen getötet hatte, erbeutete er das Palladium und zog sich zurück.
Während Diomedes’ Abwesenheit war seine Frau Aigiale ihm untreu geworden; nach seiner Heimkehr versuchte sie ihn zu vergiften. Deshalb verließ er die Stadt und segelte Richtung Argos Amphilochikon in Akarnanien, in die Heimat seines Vaters. Doch ein Sturm verschlug ihn an die apulische Küste. Der König Daunus nahm ihn bei sich auf; Diomedes half ihm im Kampf gegen die Messapier. Hierfür erhielt er Euippe, die Tochter des Daunos, zur Frau und einen Teil seines Landes. Mit seiner zweiten Frau zeugte er einen Sohn Diomedes und gründete mehrere Städte: Beneventum, Aequumtuticum, Argos Hippion (Argyripa oder Arpi), Venusia (auch Aphrodisia), Canusium, Venafrum, Salapia, Spina, Sipus, Garganum und Brundisium.

## Tod
Sein Tod wird verschieden beschrieben. Einmal soll er in hohem Alter gestorben sein und wurde auf einer der Diomedischen Inseln begraben. Ein anderes Mal soll er von Daunus oder dessen Sohn Turnus getötet worden sein. Oder er verschwand auf einer der Diomedischen Inseln und seine Gefährten wurden in Vögel verwandelt. Der Sage nach soll es sich bei diesen Vögeln um Albatrosse, Diomedeidae, gehandelt haben. Der Gattungsname für den großen Albatros, Diomedea, rührt vom Namen des Diomedes her. In einer anderen Version der Sage ist es die Göttin Aphrodite selbst die, von einem Gefährten des Diomedes, Akmon, verspottet, diesen und mit ihm noch andere (Lykos, Idas, Rhexenor und Abas) in Schwänen ähnliche Seevögel verwandelt.

## Tempelgründungen
Zahlreiche Tempel sollen von Diomedes gegründet worden sein. So soll er in Argos einen Tempel für Athena Oxydarches (die Scharfsichtige) gegründet haben, weil sie ihm in Troja einen Schleier von den Augen nahm. Im argivischen Troizen gründete er einen Tempel für Apollon Epibaterios, im messenischen Methone einen für Athena Anemotis.